# قائمة رؤساء وزراء كرواتيا
رئيس وزراء كرواتيا (بالكرواتية: Premijer/ Premijerka Hrvatske)، رسميًا رئيس حكومة جمهورية كرواتيا (بالكرواتية: Predsjednik /Predsjednica Vlade Republike Hrvatske)، هو رئيس الحكومة الكرواتية وهو بحكم الأمر الواقع صاحب المنصب الأقوى والأكثر نفوذاً في كرواتيا. بعد إنشاء المنصب لأول مرة في عام 1945، كانت الفترة شبه الرئاسية في الفترة 1990-2001 هي الاستثناء الوحيد حيث كان رئيس كرواتيا يملك سلطة الأمر الواقع. غير أن منصب رئيس الوزراء في ترتيب الأسبقية الكرواتي الرسمي هو ثالث أعلى منصب في الدولة، بعد رئيس الجمهورية ورئيس البرلمان.

## رؤساء وزراء كرواتيا
أنشئ منصب رئيس وزراء جمهورية كرواتيا بينما كانت البلاد لا تزال جزءًا من جمهورية يوغوسلافيا الاشتراكية الاتحادية حتى 25 يونيو 1991.
| ترتيب | الصورة               | الاسم (الميلاد-الوفاة)           | الانتخابات         | استلم المنصب   | ترك المنصب     | المدة             | الحكومة                           | الحزب                               | الرئيس                                |
| ----- | -------------------- | -------------------------------- | ------------------ | -------------- | -------------- | ----------------- | --------------------------------- | ----------------------------------- | ------------------------------------- |
| 1     |                      | ستيبان ميسيتش (مواليد 1934)      | 1990               | 30 مايو 1990   | 24 أغسطس 1990  | 86 أيام           | مجلس وزراء ميسيتش (بشكل غير رسمي) | الاتحاد الديمقراطي الكرواتي         | فرانيو تودجمان (1990–1999)            |
| 2     |                      | يوسيب مانوليتش (مواليد 1920)     | —                  | 24 أغسطس 1990  | 25 يونيو 1991  | 327 أيام          | حكومة مانوليتش                    | الاتحاد الديمقراطي الكرواتي         | فرانيو تودجمان (1990–1999)            |
| 2     | 25 يونيو 1991        | يوسيب مانوليتش (مواليد 1920)     | —                  | 17 يوليو 1991  |                | 327 أيام          | حكومة مانوليتش                    | الاتحاد الديمقراطي الكرواتي         | فرانيو تودجمان (1990–1999)            |
| 3     |                      | فرانيو غريغوريتش (مواليد 1939)   | —                  | 17 يوليو 1991  | 12 أغسطس 1992  | 1 سنة و26 أيام    | حكومة غريغوريتش                   | الاتحاد الديمقراطي الكرواتي         | فرانيو تودجمان (1990–1999)            |
| 4     |                      | هرفوي شارينيتش (مواليد 1935)     | 1992               | 12 أغسطس 1992  | 3 أبريل 1993   | 234 أيام          | حكومة شارينيتش                    | الاتحاد الديمقراطي الكرواتي         | فرانيو تودجمان (1990–1999)            |
| 5     |                      | نيكيكا فالنتيتش (مواليد 1950)    | —                  | 3 أبريل 1993   | 7 نوفمبر 1995  | 2 سنوات و218 أيام | حكومة فالنتيتش                    | الاتحاد الديمقراطي الكرواتي         | فرانيو تودجمان (1990–1999)            |
| 6     |                      | زلاتكو ماتيسا (مواليد 1949)      | 1995               | 7 نوفمبر 1995  | 27 يناير 2000  | 4 سنوات و81 أيام  | حكومة ماتيسا                      | الاتحاد الديمقراطي الكرواتي         | ستيبان ميسيتش (2000–2010)             |
| 7     |                      | إيفيكا راتشان (1944-2007)        | 2000               | 27 يناير 2000  | 23 ديسمبر 2003 | 3 سنوات و330 أيام | حكومة راتشان الأولى               | الحزب الاشتراكي الديمقراطي الكرواتي | ستيبان ميسيتش (2000–2010)             |
| 7     | حكومة راتشان الثانية | إيفيكا راتشان (1944-2007)        | 2000               | 27 يناير 2000  | 23 ديسمبر 2003 | 3 سنوات و330 أيام |                                   | الحزب الاشتراكي الديمقراطي الكرواتي | ستيبان ميسيتش (2000–2010)             |
| 8     |                      | ايفو ساندر (مواليد 1953)         | 2003               | 23 ديسمبر 2003 | 6 يوليو 2009   | 5 سنوات و195 أيام | ساندر الأولى                      | الاتحاد الديمقراطي الكرواتي         | ستيبان ميسيتش (2000–2010)             |
| 8     | 2007                 | ايفو ساندر (مواليد 1953)         | ساندر الثانية      | 23 ديسمبر 2003 | 6 يوليو 2009   | 5 سنوات و195 أيام |                                   | الاتحاد الديمقراطي الكرواتي         | ستيبان ميسيتش (2000–2010)             |
| 9     |                      | يادرانكا كوسور (مواليد 1953)     | —                  | 6 يوليو 2009   | 23 ديسمبر 2011 | 2 سنوات و170 أيام | حكومة كوسور                       | الاتحاد الديمقراطي الكرواتي         | إيفو يجوسيبوفيتش (2010–2015)          |
| 10    |                      | زوران ميلانوفيتش (مواليد 1966)   | 2011               | 23 ديسمبر 2011 | 22 يناير 2016  | 4 سنوات و30 أيام  | حكومة ميلانوفيتش                  | الحزب الاشتراكي الديمقراطي الكرواتي | كوليندا غرابار كيتاروفيتش (2015–2020) |
| 11    |                      | تيهومير أورشكوفيتش (مواليد 1966) | 2015               | 22 يناير 2016  | 19 أكتوبر 2016 | 271 أيام          | حكومة أورشكوفيتش                  | مستقل                               | كوليندا غرابار كيتاروفيتش (2015–2020) |
| 12    |                      | أندريه بلينكوفيتش (مواليد 1970)  | 2016               | 19 أكتوبر 2016 | في المنصب      | 8 سنوات و210 أيام | بلينكوفيتش الأولى                 | الاتحاد الديمقراطي الكرواتي         | كوليندا غرابار كيتاروفيتش (2015–2020) |
| 12    | 2020                 | أندريه بلينكوفيتش (مواليد 1970)  | بلينكوفيتش الثانية | 19 أكتوبر 2016 | في المنصب      | 8 سنوات و210 أيام | زوران ميلانوفيتش (2020–في المنصب) | الاتحاد الديمقراطي الكرواتي         |                                       |
| 12    | 2024                 | أندريه بلينكوفيتش (مواليد 1970)  | بلينكوفيتش الثالثة | 19 أكتوبر 2016 | في المنصب      | 8 سنوات و210 أيام | زوران ميلانوفيتش (2020–في المنصب) | الاتحاد الديمقراطي الكرواتي         |                                       |

## انظر ايضاً
- رؤساء كرواتيا